# Bagé
Bagé este un oraș în Rio Grande do Sul (RS), Brazilia.

## Personalități
- André Luís Garcia
- Carlos Kluwe
- Emílio Garrastazu Médici (fost președinte al Braziliei)
- Cláudio Ibrahim Vaz Leal, mai bine cunoscut ca Branco (fotbalist)